# Сунківський-1 (заказник)
Сунківський-1 — ландшафтний заказник місцевого значення в Черкаському районі Черкаської області.

## Опис
Заказник площею 834 га розташовано у кв. 37 (56 га), кв. 38 (29 га), кв. 43 (56 га), кв. 44 (36 га), кв. 48 (57 га), кв. 49 (43 га), кв. 52 (57 га), кв. 53 (55 га), кв. 54 (52 га), кв. 58 (67 га), кв. 59 (57 га), кв. 60 (69 га), кв. 65 (67 га), кв. 67 (65 га), кв. 73 (51 га), кв. 78 (37 га) Сунківського лісництва державного підприємства «Смілянське лісове господарство».
Як об'єкт природно-заповідного фонду створено рішенням Черкаського облвиконкому від 21.11.1984 р. № 354.
Компактний лісовий масив на хвилястому рельєфі, середній склад 4Д2Яс2Лп1Гр1Кл (40 % — дуб черешчатий, 20 % — ясен звичайний, 20 % — липа серцелиста, 10 % — граб звичайний, 10 % — клен), вік понад 60 років. У покриві різноманітна рослинність типова для географічної зони лісу цього району. Висока чисельність корисної мисливської фауни — диких свиней, диких кіз, зайців, лисиць. 
У кв. 59 вид. 11 — ділянка лісу 6,5 га модрини сибірської віком 120 років (рішенням Черкаського облвиконкому № 367 від 27 червня 1972 року була оголошена пам'яткою природи «Лісові культури модрини сибірської»). У кв. 73 вид. 17 — 0,2 га насадження горіха чорного віком 85 років.

## Галерея

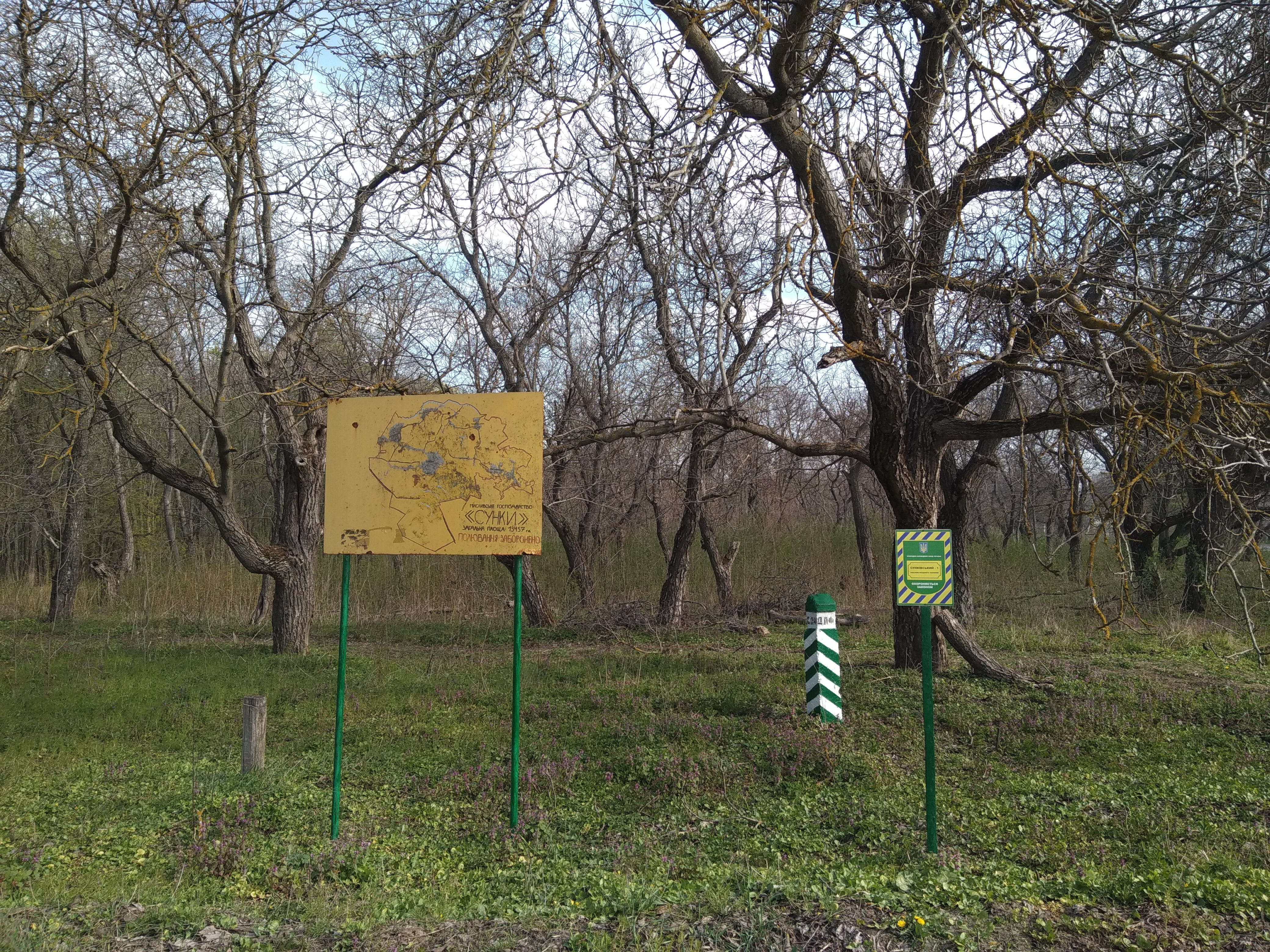
Вивіска на узліссі кв. 78
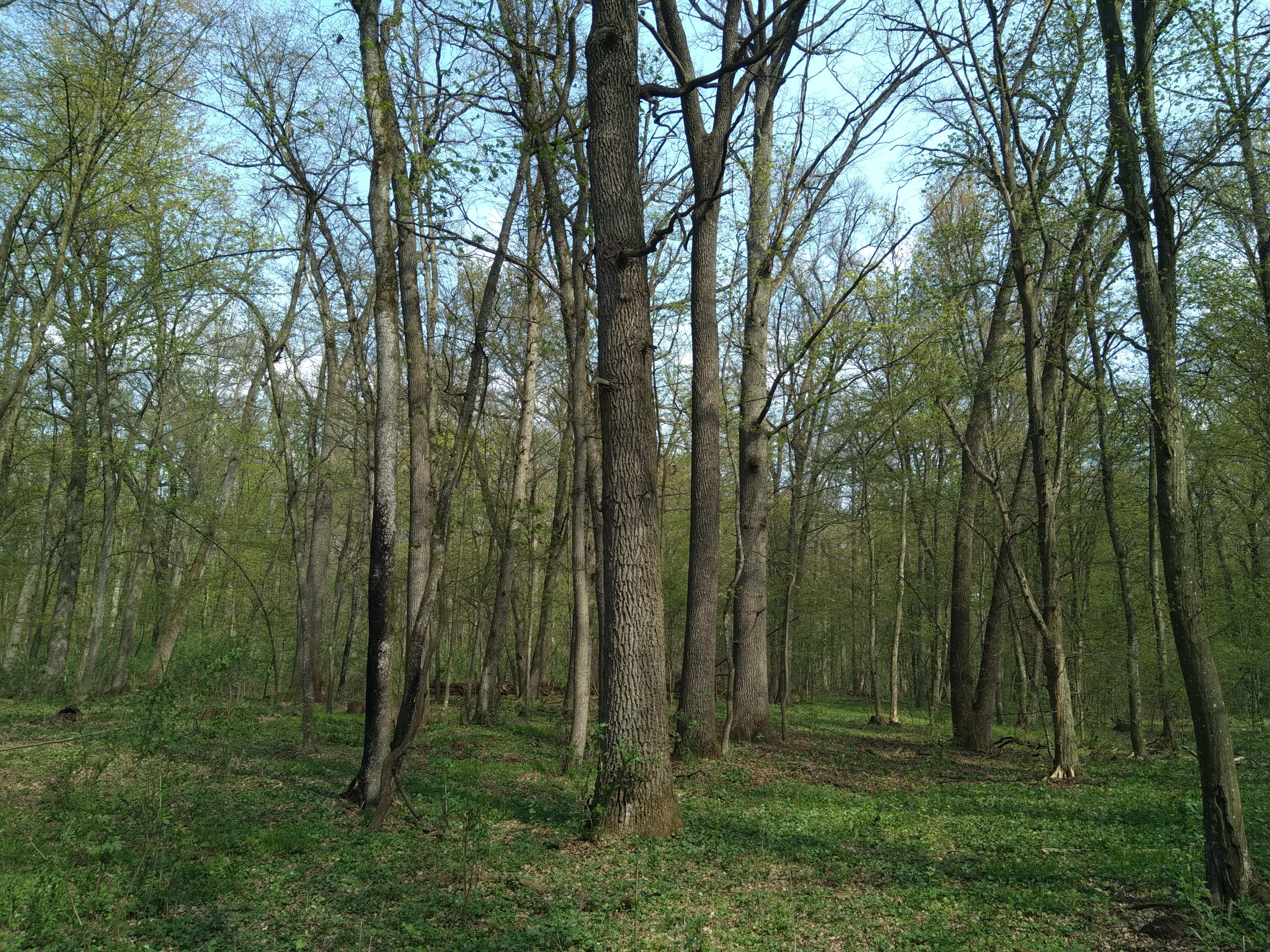
Ділянка стиглих дубів
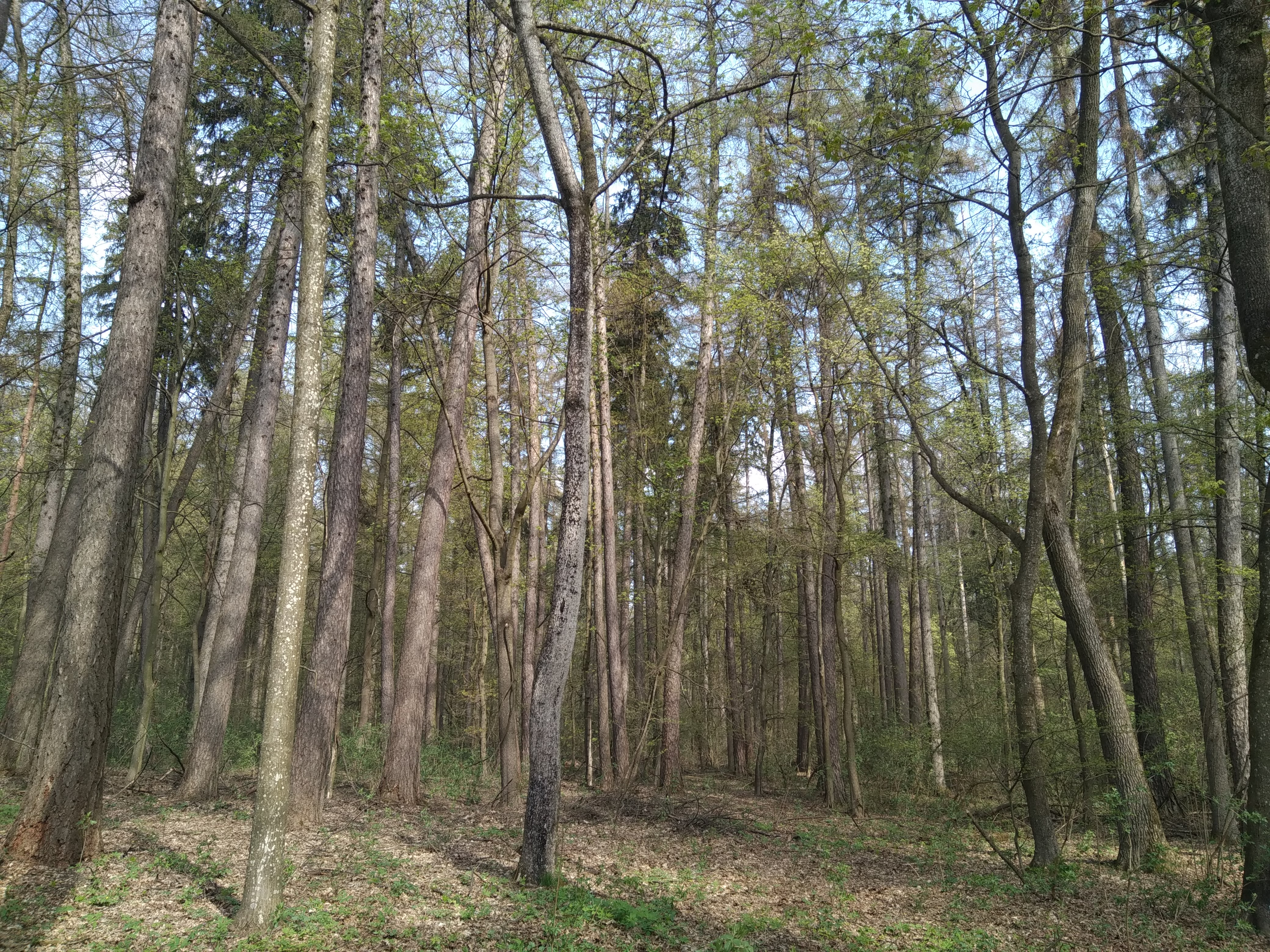
Місце зростання модрини у кв. 59
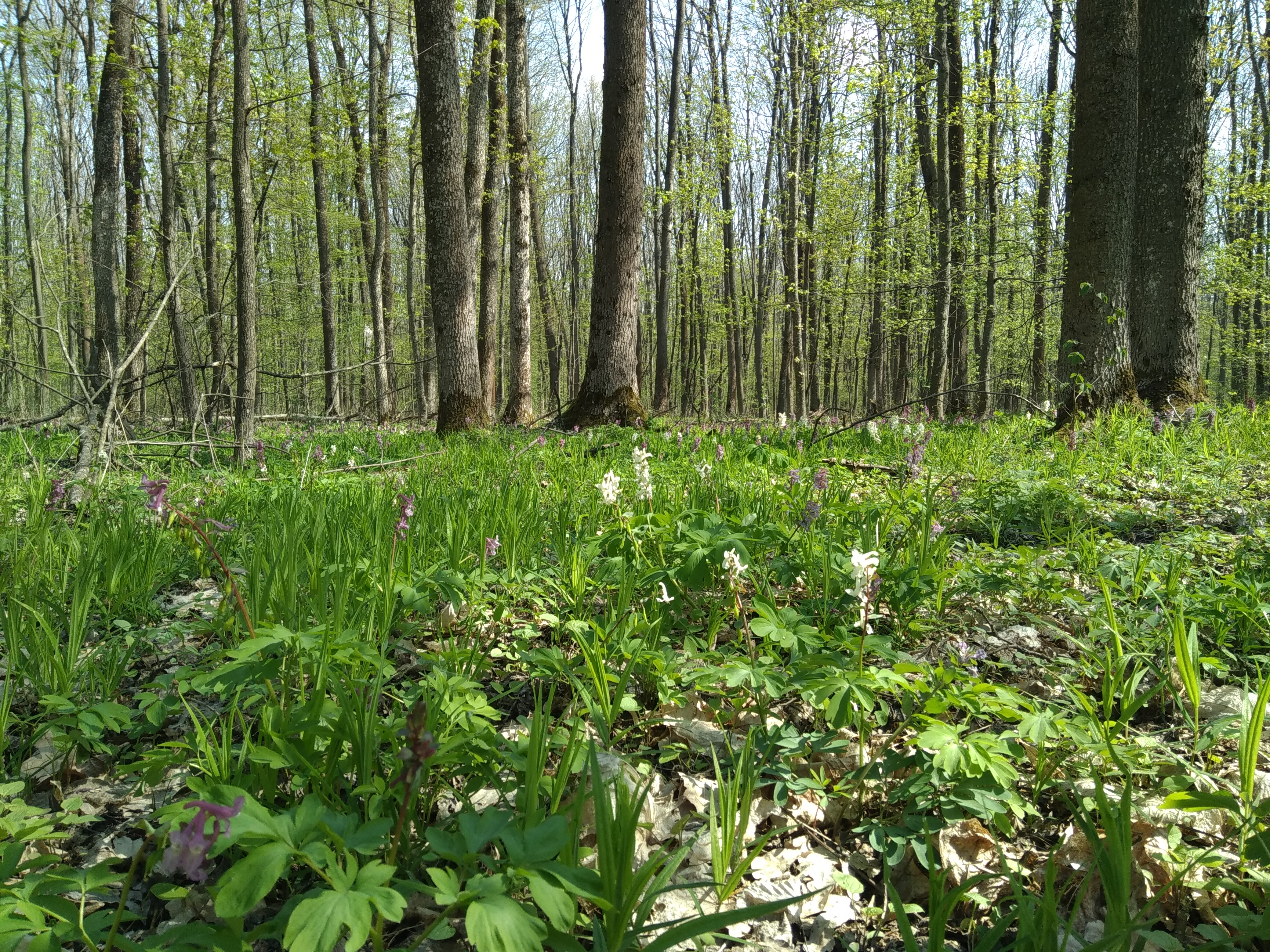
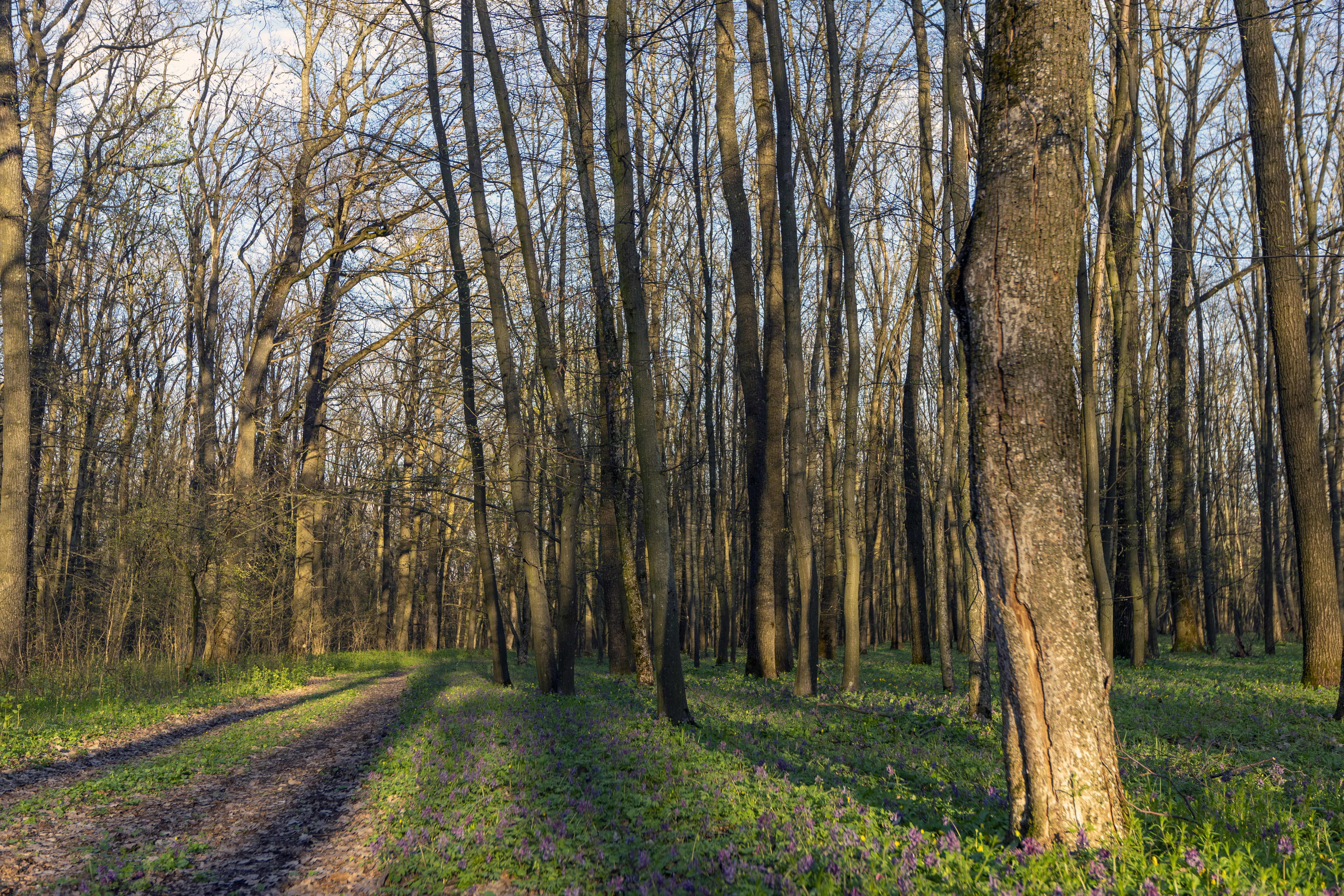
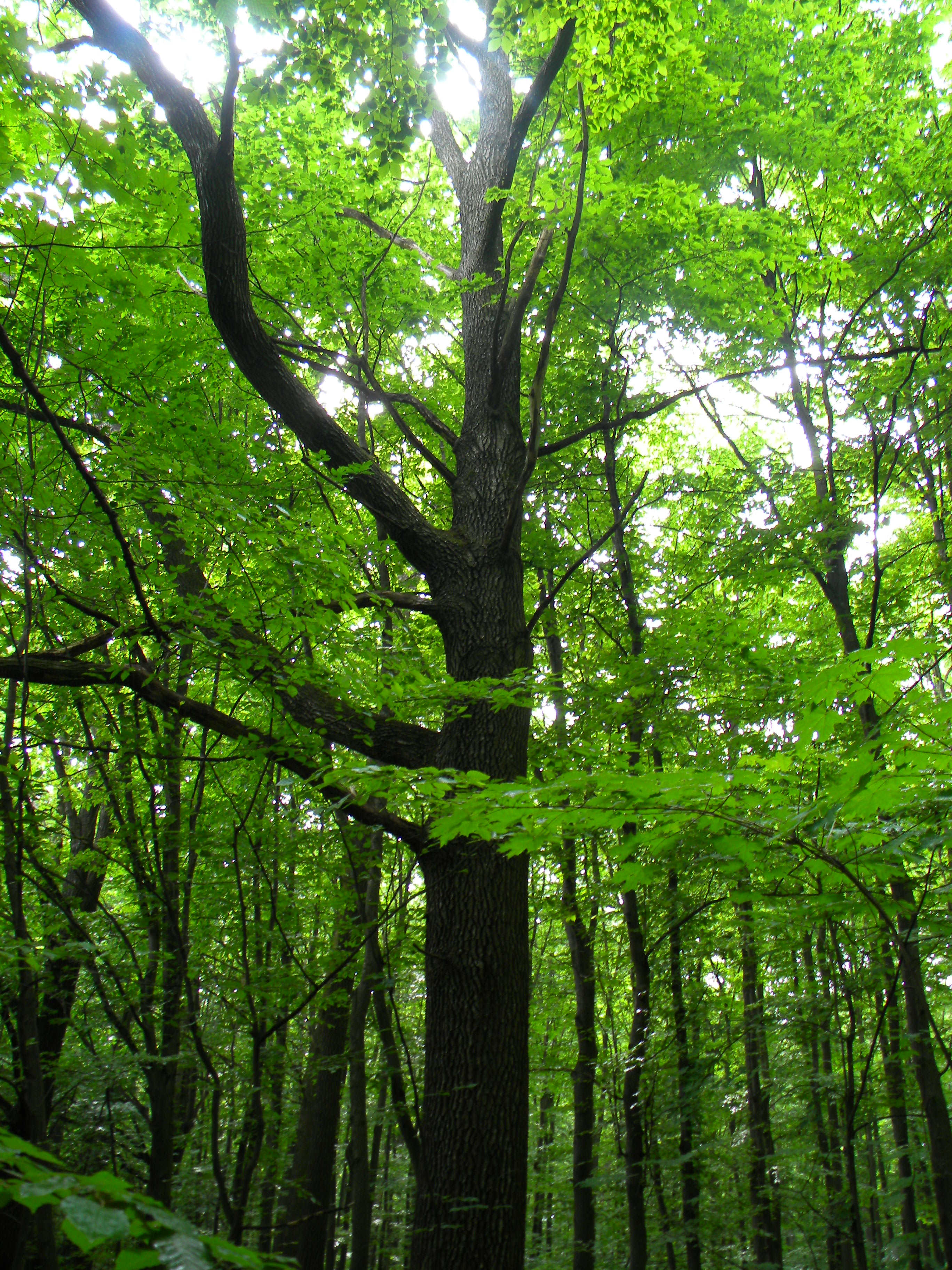
Віковий дуб
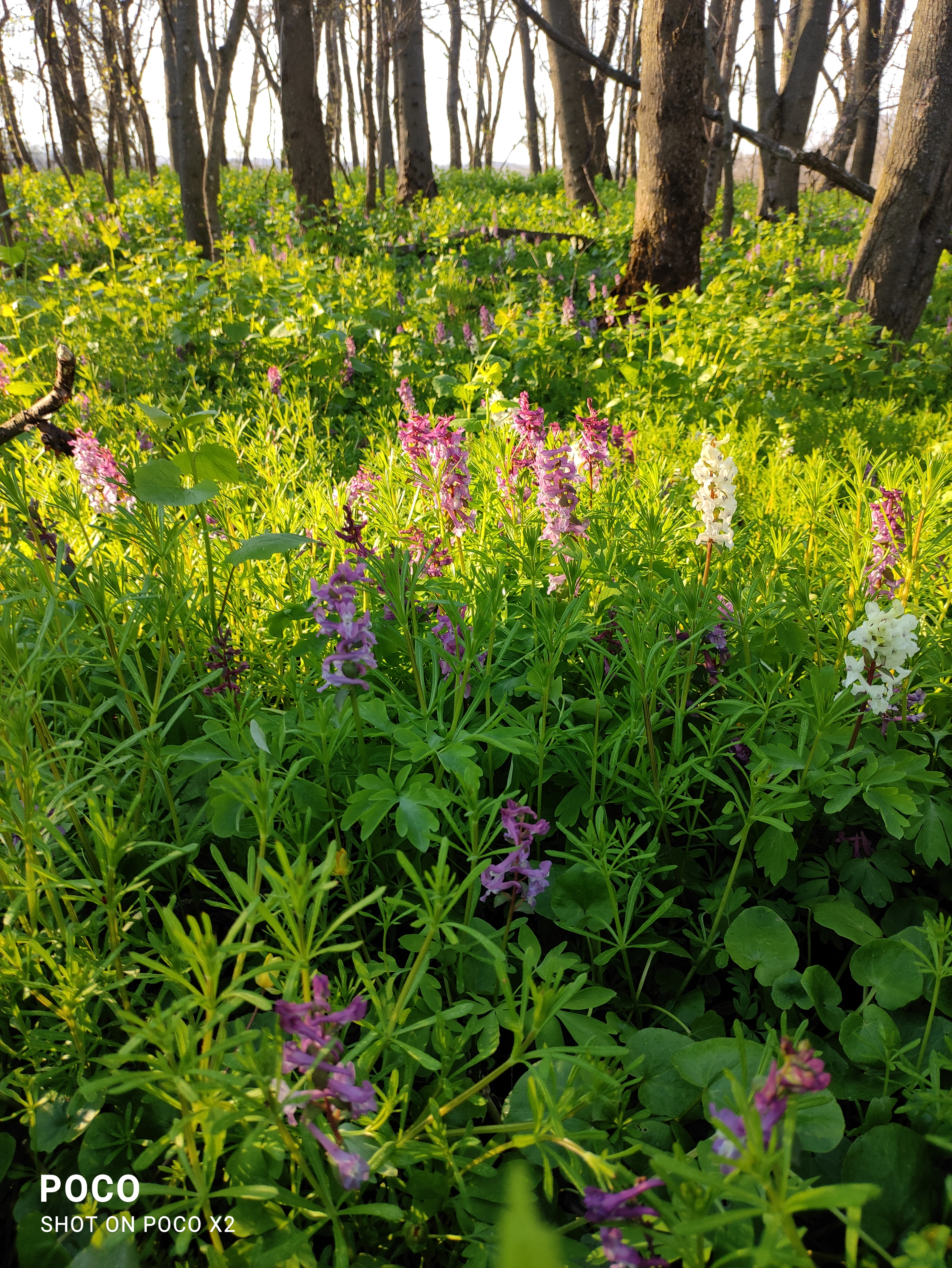

## Джерле та література
1. ↑  Природно-заповідний фонд Черкаської області / Укл. Коноваленко О. С., Карастан І. М. — Черкаси : Вертикаль, 2006. — 196 с.